# International Track and Field

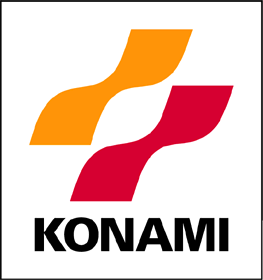
Konami

International Track and Field est une mise à jour 3D de la série de jeux vidéo Track and Field de Konami, dans laquelle jusqu'à quatre joueurs s'affrontent dans onze épreuves olympiques différentes. Le jeu a été publié pour la PlayStation et les arcades en 1996. La version arcade est sorti uniquement au Japon sous le nom de Hyper Athlete. En 2008, le jeu est sorti sur le PlayStation Network.

## Système de jeu
Toutes les six épreuves du premier jeu Track and Field de 1983, sont incluses, mais seulement trois épreuves (natation, le saut à la perche et le triple saut) sont reprises à partir de la suite, Hyper Sports. International Track and Field utilise les trois boutons de contrôle de ses prédécesseurs (deux boutons pour avancer et un bouton d'action par joueur) et les onze disciplines peuvent être tentées dans n'importe quel ordre. Les événements disponibles sont les suivants :
1. 100 mètres
2. Saut en longueur
3. Lancer du poids
4. 100 m nage libre
5. 110 mètres haies
6. Saut en hauteur
7. Lancer du marteau
8. Triple saut
9. Lancer du javelot
10. Saut à la perche
11. Lancer du disque

## Accueil
International Track and Field a reçu des commentaires généralement positifs, le mode de compétition à quatre joueurs ayant reçu le plus d'éloges. Les deux critiques sportifs de Electronic Gaming Monthly ont tous deux donné au jeu un score de 7 sur 10. Dindo Perez a dit que le jeu est amusant, en particulier avec le multijoueur à quatre joueurs, mais perd de son attrait après un jeu extensif, tandis que Todd Morwatt a commenté:"Ils n'ont pas de licence officielle pour les Jeux Olympiques, mais le jeu a un bon assortiment d'événements de style olympique et un aspect graphique fort qui devrait satisfaire les fanatiques de l'athlétisme.". En écrivant dans Maximum, Daniel Jevons a fait remarquer que comme pour la plupart des jeux du genre, le gameplay est assez simple, mais que la féroce compétitivité des sessions à quatre joueurs fait du jeu l'une des meilleures expériences sociales sur la PlayStation. Johnny Ballgame de GamePro résumait ainsi "Renouvelé de ses jours glorieux dans les arcades, International Track and Field triomphe avec des jeux traditionnels formidables qui est rehaussé par des graphismes 32-bit médaillés d'or." Il à  noter en particulier la facilité d'apprentissage, mais aussi la difficulté de maîtriser le gameplay, la concurrence multijoueurs acharnée et les animations spectaculaires. IGN fait l'éloge des graphismes comme étant "impressionnants".